# Jørn Riel
Jørn Riel (født 23. juli 1931 i Odense, død 18. august 2023) var en dansk forfatter og skribent. Han var oprindeligt uddannet radiotelegrafist og navigatør. Fra 1953 og ti år frem boede han i Grønland, men boede ved sin død i Kuala Lumpur, Malaysia. Riel modtog "De Gyldne Laurbær" i 1995, Drassows Legat i 1996 og Det Danske Akademis Store Pris i 2010.

## Udgivelser
| - 1970 Mine fædres hus - En fortælling hvoraf man får et smukt ansigt - 1971 Mine fædres hus - Vorherres rævefælde - 1972 Mine fædres hus - Det første af altings fest - 1972 Pigen som søgte Havets Mor. Eventyr fra Grønland. (børnebog) - 1973 Da Higginbottom tabte sin skygge - 1973 Satans til Higginbottom - 1974 Den fede, hvide Tuan (noveller) - 1974 Den kolde jomfru og andre skrøner (skrøner) - 1975 En arktisk safari og andre skrøner (skrøner) - 1975 Før morgendagen - 1976 Du bor i dit navn - 1976 En underlig duel og andre skrøner (skrøner) - 1977 Floder i havet - 1977 Helvedespræsten og andre skrøner (skrøner) - 1978 De gule blades ånd - 1978 Strejfer mine drømme - 1979 Drengen som ville være menneske (børnebog) - 1979 Sarfartut / Strømsteder (digte) - 1979 Ungkarlehuset - 1980 Leiv, Narua og Apuluk (børnebog) - 1980 Rejsen til Nanga - en usædvanlig lang skrøne - 1980 Videre mod Nord (børnebog) - 1981 Den lange neger og andre fortællinger (fortællinger) - 1982 Den blå dør - 1982 Frk. Biancas dybe fald - 1983 Sangen for livet - Heq - 1984 Sangen for livet - Soré - 1985 Sangen for livet - Arluk | - 1986 En lodret løgn og andre skrøner (skrøner) - 1988 Signalkanonen og andre skrøner (skrøner) - 1989 Skrøner fra et rejseliv (skrøner) - 1990 Den sorte mand. Fortællinger fra Afrika, Grønland og Østen (fortællinger) - 1992 Flere skrøner fra et rejseliv (skrøner) - 1992 Kløften - 1993 Haldurs ballader og andre skrøner (skrøner) - 1994 Cirkulæret og andre skrøner (skrøner) - 1996 Forliset og andre skrøner (skrøner) - 1997 Den gode væver. Fortællinger fra Afrika, Canada og Østen (fortællinger) - 1998 En antikvarboghandlers erindring - 1999 Den pjaltede mand og andre skrøner - 2001 Samlede skrøner fra Nordøstgrønland: 1974-1980 (samlet udg.) - 2001 Samlede skrøner fra Nordøstgrønland: 1986-1996 (samlet udg.) - 2002 Avigtat: eskimoliv (illustreret) - 2002 Samlede skrøner fra et rejseliv (samlet udg.) - 2007 Samlede skrøner I ( Samlet udgave af Den kolde jomfru og andre skrøner, En arktisk safari og andre skrøner og En underlig duel og andre skrøner) - 2007 Samlede skrøner II (Samlet udgave af Helvedespræsten og andre skrøner, Rejsen til Nanga - en usædvanlig lang skrøne og En lodret løgn og andre skrøner) - 2008 Samlede skrøner III (Samlet udgave af Signalkanonen og andre skrøner, Haldurs ballader og andre skrøner og Cirkulæret og andre skrøner) - 2021 Skrøner (samling af 30 skrøner i anledning af Jørn Riels 90 års fødselsdag) |